# مستقبل بيتا-3 أدرينالي الفعل
مستقبل بيتا-3 أدرينالي الفعل (مستقبل β3 الأدريناليني)، هو مستقبل أدريناليني بيتا يُشفر لدى البشر بواسطة الجين ADRB3.

## الوظيفة
من وظائف المستقبل β3 مايلي:
- تحسين تحلل الدهن في النسيج الدهني.[2]
- توليد الحرارة في العضلات الهيكلية.[3]

يتواجد هذا المستقبِل بشكل أساسي في النسيج الدهني وله دور في تنظيم التحلل الدهني وتوليد الحرارة. أظهرت بعض ناهضات المستقبل β3 تأثيرات مضادة للضغظ في الدراسات الحيوانية، ما يشير إلى أن له دور في الجهاز العصبي المركزي كذلك. مستقبلات β3 موجودة في المرارة، المثانة البولية، وفي النسيج الدهني البني. دورها في فيسيولوجية المرارة غير معروف، لكن يُعتقد أنها تلعب دورا في تحلل الدهن وتوليد الحرارة في النسيج الدهني البني. في المثانة البولية، يُعتقد أنه يُسبب استرخاء المثانة ومنع التبول.

## آلية العمل
المستقبلات الأدرينالينية بيتا لها دور في تنشيط محلقة الأدينيلات المستحث بواسطة الإبينفرين والنورإبينفرين بواسطة عمل بروتينات ج التي تملك الوحدة ألفا المحفزة Gs.